# Tony Palermo
 (janvier 2023).
Si vous disposez d'ouvrages ou d'articles de référence ou si vous connaissez des sites web de qualité traitant du thème abordé ici, merci de compléter l'article en donnant les références utiles à sa vérifiabilité et en les liant à la section « Notes et références ».
Pour les articles homonymes, voir Palermo.
Tony Palermo, né le 22 novembre 1969 à San José en Californie, est un batteur, musicien et compositeur américain notamment connu pour être le batteur du groupe américain de métal alternatif Papa Roach.

## Biographie
Dernier batteur en date de Papa Roach et Pulley, Tony Palermo fait également partie des groupes Unwritten Law et Hot Potty, aux côtés de Brooks Wackerman.
Il adopte un jeu de batterie plus rapide, technique et fourni que le batteur précédent du groupe Dave Buckner, amenant ainsi une nouvelle énergie musicale au groupe.